# KKS-1
KKS-1 (Kouku Kosen Satellite-1) は、東京都立航空工業高等専門学校の学生が作成した超小型衛星。2009年1月23日H-IIAロケット15号機によってピギーバック方式で打ち上げられた。愛称は輝汐（きせき）。

## 概要
2004年4月に開発が始まり、2008年12月に完成した。固体火薬をレーザーで着火する超小型スラスタを搭載し（世界初実証）、そのほかにもリアクションホイール、地球撮影用CMOSカメラを搭載していた。
愛称が一般公募され、地元の中学生が応募した「輝汐」が採用された。奇跡、軌跡をかけ、さらにキャンパス周辺地が汐入だった。
JAXAのH-IIA15号機の相乗り衛星に選ばれ、2009年1月23日に打ち上げられた。14時ごろ大阪府立大学の地上局でKKS-1の電波が受信される。しかし、電波は受信できたものの通信の不具合があり、地上から衛星を操作できない状態が続いている。打ち上げわずか3日後に交信途絶によりコントロール不能となったこのトラブルは、検証の結果コンピューターの誤動作が原因であると判明した。しかしながら2016年11月現在も不安定であるがモールス信号は発信されており運用中である。通信復旧後にはスラスタによる姿勢制御、地球撮影といった本来のミッションを実行する予定である。